# Vasaloppet 1944
Vasaloppet 1944 avgjordes den 26 februari 1944, och var den 21:a upplagan av Vasaloppet. Det blev det sista lopp som kördes i februari månad.  Det blev en spurtstrid mellan Nils ”Mora-Nisse” Karlsson och Gösta Anderson från Umeå, som Gösta Andersson gick segrande ur.

## Resultat
Not: Pl = Placering, Nr = Startnummer, Tid = Sluttid
| Pl. | Nr | Namn             | Klubb/Land  | Tid     | Diff    |
| --- | -- | ---------------- | ----------- | ------- | ------- |
| 1   |    | Gösta Andersson  | IFK Umeå    | 5:18:43 | + 00.00 |
| 2   |    | Nils Karlsson    | IFK Mora    | 5:18:44 | + 00.01 |
| 3   |    | Anders Törnkvist | IFK Mora    | 5:19:50 | + 01.07 |
| 4   |    | Olle Wiklund     | Bergvik     | 5;20:21 | + 01.38 |
| 5   |    | Manfred Stattin  | Wäija-Dynäs | 5:21:16 | + 02.33 |